# عطر النار (مسلسل)
عطر النار - مواقد النخوة والوفاء هو مسلسل درامي اجتماعي سياسي رومانسي وتشويق، من إنتاج المركز العربي للإنتاج الإعلامي - الأردن، المنتج عدنان العواملة، المنتج التنفيذي طلال العواملة، كتابة مصطفى صالح، إخراج بسام المصري، بطولة ياسر المصري، نبيل المشيني، عبير عيسى، و آخرون.
يقدم المسلسل صورة غنية بالتفاصيل الإجتماعية والسياسية عن واحدة من أهم المراحل التاريخية التي شهدتها المنطقة العربية عندما شن إبراهيم باشا حملة على بلاد الشام هدفت إلى توسيع نفوذ الدولة المصرية على حساب الدولة العثمانية، وما رافقها من أحداث.

## قصة المسلسل
تتمحور أحداث العمل المستمد من روايات حقيقية شهدتها منطقة الكرك الأردنية وجوارها في القرن الثامن عشر حول الصراع بين القوى الغربية وإبراهيم باشا على السيطرة على المنطقة وتفاصيل المقاومة البطولية التي أبداها أهالي شهدته المنطقة ووجهاؤها، ويصور العديد من المعارك الضارية التي عرفتها تلك الفترة الهامة من التاريخ العربي المعاصر.
في أواخر العهد العثماني كان هناك رجل يدعى القاسم الأحمد وهو الرجل الذي كان يقود المقاومة ضد الدولة العثمانية في نابلس في فلسطين لكن العثمانيين قرروا أن يقضوا على كل من يقاوم ظلمهم الكبير في نابلس فلجأ رجلنا القاسم ليحتمي عند شيخ القلعة إبراهيم الضمور. علم محمد علي بوجود قاسم الأحمد في الكرك فأناب ابنه إبراهيم باشا المعروف ببطشه الشديد على جيش للتوجه نحو الكرك لإخضاعها مطالباً بتسليم الأحمد فأبت المدينة وامتنعت عن تسليمه والتف الجميع حول شيخهم وضيفه وتحصن الجميع بالإيمان والصبر والرجولة والشهامة في قلعة الكرك. كان إبراهيم الضمور لديه ثلاثة أبناء أكبرهم يدعى السيد في إحدى المرات عندما خرج ولداه السيد وعلي لتفقد الرعاة، تمكن العثمانيون من الإمساك بهما وهنا أصبح موقف العثمانيين في حمل الكركيين على تسليم القاسم الأحمد أقوى فهم الآن بحوزتهم نجلا الشيخ. هدد العثمانيون الشيخ بحرق نجليه إن لم يسلم القاسم الأحمد والكرك وهنا وقع بطلنا في صراع: هل يختار بين ولديه ويتخلى عن عادة من أهم عادات العرب وهي إعطاء الأمان لكل من يحتمي بهم؟ وهنا يبرز دور زوجته الشيخة علياء الضمور البطولي التي قالت: «إن الأولاد يمكن أن يعوضوا ولكن الوطن لا يمكن استبداله فهو واحد!» وأشارت إلى زوجها بأن يضحي بأبنائه في سبيل الوطن.

## بطولة
ياسر المصري، نبيل المشيني، عبير عيسى، حسن الشاعر، ناريمان عبد الكريم، قمر الصفدي، سهير فهد، جميل براهمة، عاكف نجم، نجلاء عبدالله، سحر بشارة، أحمد العمري، مديحة كنيفاني، عبدالكريم الجراح، سهيل الجباعي.